# Кононівський гідрологічний заказник
Ко́нонівський — гідрологічний заказник місцевого значення в Черкаському районі Черкаської області.

## Опис
Заказник площею 29 га розташовано у долині річки Рось біля с. Кононча.
Як об'єкт природно-заповідного фонду створено рішенням Черкаського облвиконкому від 28.11.1979 р. №597. Землекористувач або землевласник, у віданні якого перебуває заповідний об'єкт — Канівська міська громада (як правонаступник Конончанської сільської ради).
Заказник є регулятором гідрологічного режиму з типовою рослинністю.

## Галерея

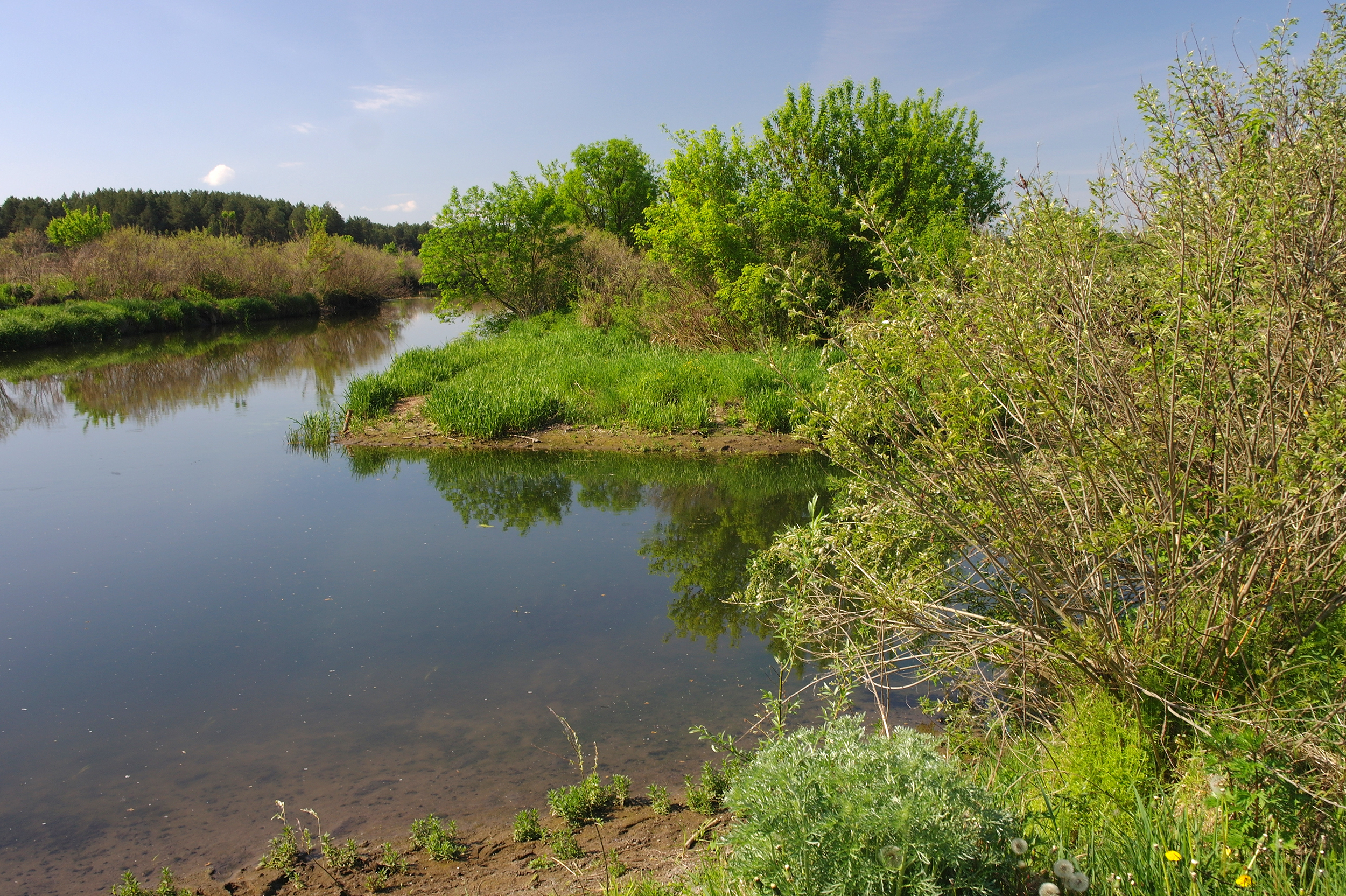